# Dithranol
Dithranol, in den USA als Anthralin, in Deutschland als Cignolin bezeichnet, ist ein wichtiger Arzneistoff, der zur Behandlung der Schuppenflechte (Psoriasis) zur Verfügung steht. Er gehört chemisch zur Gruppe der Hydroxyanthrone.

## Eigenschaften
1913 gab erstmals Eugen Galewsky einen Hinweis auf diesen Wirkstoff. Sein Bruder, Paul Galewsky,  arbeitete bei der Bayer AG daran und 1916 wurde der Stoff patentiert. Es war das erste, speziell für die Therapie der Psoriasis entwickelte Medikament  und wurde anfangs in topischen Zubereitungen in Konzentrationen von 0,25 bis 1 % auf psoriatischer Haut mit Verweildauern von bis zu 24 Stunden aufgetragen. Inzwischen wird es auch in Konzentrationen bis 4 % in der sogenannten Minutentherapie angewendet. Als häufigste Nebenwirkungen treten starke Reizungen und reversible Braunfärbung der behandelten Hautareale auf. Zusätzlich steht es der Therapie der Verrucae vulgares zur Verfügung, hier wird neben dem keratolytischen Effekt auch die lokale Reizung im Sinne einer Entzündungsinduktion ausgenutzt. Ebenso kann man Dithranol bei der Behandlung der Alopecia areata einsetzen.
Neben seiner Verwendung als Arzneistoff wird es in der MALDI-Massenspektrometrie als Matrixsubstanz benutzt.

## Handelsnamen
Monopräparate
Micanol (D, A); CH: nur als Substanz
Kombinationspräparate
Psoradexan (D), Psoralon (D)